# Philipp Schulze
Philipp Schulze (* 26. Oktober 1976 in Bong Town, Monrovia, Liberia) ist ein deutscher Filmjournalist, Filmkritiker und Editorial Director bei der Bauer Media Group.

## Beruflicher Werdegang
Philipp Schulze wuchs im niedersächsischen Bassum auf. Sein Abitur machte er in Syke. Während seines Studiums der Neueren und Neuesten Geschichte, Soziologie und Archäologie an der Westfälischen Wilhelms-Universität in Münster arbeitete er u. a. in Hamburg für Die Welt und TV Movie. Außerdem sammelte er in Los Angeles Kontakte in die Filmindustrie. 
2003 begann Schulze mit dem Volontariat bei der Filmzeitschrift Cinema seine Karriere als Filmjournalist unter Chefredakteur Helmut Fiebig. In dieser Zeit stieg er zum Ressortleiter „Heimkino“ auf. Mit dem Wechsel an der Spitze von Cinema wurde er von Artur Jung schließlich zum stellvertretenden Chefredakteur berufen. Ab 2018 stand er der Zeitschrift selbst als Chefredakteur vor. Philipp Schulze entwickelte für die Cinema zahlreiche Specials (u. a. über James Bond und Video-on-Demand), Podcasts (Cinema Shortcuts, Cinema Newsflash) und Sonderhefte wie den Cinema-Serienguide. Aus diesem entstand 2018 in Kooperation mit TV Spielfilm das SerienMagazin. Zudem gründete er für Hubert Burda Media das Center of Competence für Film und Serien. Ab November 2019 war er zudem Chefredakteur der Programmzeitschriften TV Spielfilm, TV Today und TV Schlau.
Neben seiner Tätigkeit als Chefredakteur war Philipp Schulze Gastgeber der Verleihung Jupiter, des Publikums-Filmpreises der Zeitschrift Cinema. Zudem moderiert er Premieren und Branchenevents und tritt als Filmkritiker regelmäßig im Fernsehen und im Radio auf.
Zum 1. Mai 2023 wechselte er zu Bauer Media. Dort leitet er als Editorial Director die Chefredaktion für die Programmzeitschriften TV14, TV Movie, tv Hören und Sehen, das Wissensmagazin Welt der Wunder und das Lifestyle-Heft Happinez.